# Kurtzmanomyces nectairei
Kurtzmanomyces nectairei är en svampart som först beskrevs av Rodr. Mir., och fick sitt nu gällande namn av Y. Yamada, Itoh, H. Kawas., I. Banno & Nakase 1989. Kurtzmanomyces nectairei ingår i släktet Kurtzmanomyces och familjen Chionosphaeraceae.   Inga underarter finns listade i Catalogue of Life.